# Легедзинська сільська рада
Леге́дзинська сільська́ ра́да — адміністративно-територіальна одиниця та орган місцевого самоврядування в Тальнівському районі Черкаської області. Адміністративний центр — село Легедзине.

## Загальні відомості
- Населення ради: 1 126 осіб (станом на 2001 рік)

## Населені пункти
Сільській раді підпорядковані населені пункти:
- с. Легедзине

## Склад ради
Рада складалася з 12 депутатів та голови.
- Голова ради: Гульченко Сергій Петрович
- Секретар ради: Ткаченко Катерина Іванівна

### Керівний склад попередніх скликань
| Прізвище, ім'я, по батькові | Основні відомості                                                               | Дата обрання | Дата звільнення |
| --------------------------- | ------------------------------------------------------------------------------- | ------------ | --------------- |
| Сабадаш Андрій Іванович     | Сільський голова, 1962 року народження, безпартійний                            | 26.03.2006   | 31.10.2010      |
| Гульченко Сергій Петрович   | Сільський голова, 1958 року народження, освіта середня спеціальна, безпартійний | 31.10.2010   |                 |

Примітка: таблиця складена за даними сайту Верховної Ради України

### Депутати
За результатами місцевих виборів 2010 року депутатами ради стали:

#### За суб'єктами висування
| Суб'єкт висування                 | Кількість обраних депутатів | %    |
| --------------------------------- | --------------------------- | ---- |
| Самовисування                     | 10                          | 83,3 |
| Партія регіонів                   | 1                           | 8,3  |
| Політична партія «Сильна Україна» | 1                           | 8,3  |

#### За округами
| № округу                          | Прізвище, ім'я, по батькові       | Дата визнання обраним | Освіта             | Партійна приналежність                  | Відомості про обраного депутата                                         |
| --------------------------------- | --------------------------------- | --------------------- | ------------------ | --------------------------------------- | ----------------------------------------------------------------------- |
| Партія регіонів                   |                                   |                       |                    |                                         |                                                                         |
| 3                                 | Базаєва Надія Іванівна            | 01.11.2010            | середня спеціальна | позапартійна                            | Легедзинський фельдшерсько-акушерський пункт, дільнична медична сестра  |
| Політична партія «Сильна Україна» |                                   |                       |                    |                                         |                                                                         |
| 11                                | Сесь Ніна Василівна               | 01.11.2010            | вища               | член Політичної партії «Сильна Україна» | Легедзинський ДІКЗ "Трипільська культура, старший науковий співробітник |
| Самовисування                     |                                   |                       |                    |                                         |                                                                         |
| 1                                 | Білозор Сергій Михайлович         | 01.11.2010            | вища               | позапартійний                           | ТОВ"Агрофірма «Легедзене», головний зоотехнік                           |
| 2                                 | Ґонтар Григорій Володимирович     | 01.11.2010            | середня спеціальна | позапартійний                           | ТОВ"Агрофірма «Легедзене», завідую чий фермою                           |
| 4                                 | Гончарук Олександр Васильович     | 01.11.2010            | вища               | позапартійний                           | ТОВ"Агрофірма «Легедзене», агроном                                      |
| 5                                 | Карпенко Надія Петрівна           | 01.11.2010            | середня спеціальна | позапартійна                            | тимчасово не працює                                                     |
| 6                                 | Гимбелівська Нінель Станіславівна | 01.11.2010            | середня спеціальна | позапартійна                            | ТОВ"Агрофірма "Легедзене, завідувачка ферми                             |
| 7                                 | Опанащенко Надія Анатоліївна      | 01.11.2010            | середня спеціальна | позапартійна                            | ТОВ"Агрофірма «Легедзене», обліковець тракторної бригади                |
| 8                                 | Підгірна Валентина Володимирівна  | 01.11.2010            | вища               | позапартійна                            | Легедзинсь ка сільська рада, землевпорядник                             |
| 9                                 | Ткаченко Катерина Іванівна        | 01.11.2010            | вища               | позапартійна                            | Легедзинська сільська рада, секретарсільськоїради                       |
| 10                                | Демидовський Михайло Іванович     | 01.11.2010            | середня спеціальна | позапартійний                           | ТОВ "Агрофірма «Легедзене», завідую чий автогаражем                     |
| 12                                | Ткаченко Олександр Володимирович  | 01.11.2010            | середня спеціальна | позапартійний                           | приватний підприємець                                                   |